# Johanna Forsberg
Johanna Angelina Forsberg, född 16 oktober 1995 i Göteborg, är en svensk handbollsspelare (mittsexa).

## Karriär
Johanna Forsberg började sin handbollskarriär i IK Sävehof och spelade för IK Sävehof i division 1 (Sävehofs farmarklubb). Hon ville ha mer speltid i eliten och valde att spela för BK Heid under två år till hon fyllde 23. Då återvände hon till moderklubben 2017 och har sedan varit med om att vinna två SM-guld med klubben förutom det hon fått 2015. Hon har utvecklats i den nationella ligan och i Champions League och erövrade en landslagsplats. 
Hon blev uttagen som bästa mittsexa i All Star Team i SHE säsongen 2018/2019 och 2019/2020. Forsberg spelade sen två säsonger i Nykøbing Falster HK. Från och med säsongen 2022 återvände hon till IK Sävehof. Hon blev ännu en gång uttagen i SHEs All Star Team 2022/2023.

## Landslagskarriär
Landslagsdebut gjorde Johanna Forsberg i en turnering i Sydkorea sommaren 2018 i ett B-betonat svenskt landslag där många spelare fick debutera. Forsberg spelade fyra matcher i dubbelmöten med Sydkorea och Ukraina. Hon ersatte sedan i mars Anna Lagerquist, då hon var överbelastad i landskamper mot Ryssland. Forsberg hade inte spelat i ungdomslandslagen tidigare. Hon blev uttagen till VM 2019 i Japan som en av tre mittsexor.

## Meriter
- 4 SM-guld (2015, 2018, 2019 och 2023) med IK Sävehof
- Svensk cupmästare 2023 och 2024 med IK Sävehof

Individuella utmärkelser
- All Star Team SHE: 2018/2019, 2019/2020, 2022/2023